# Макарій I (митрополит Київський)
Святи́тель Мака́рій, священномученик Макарій († 1 травня 1497) — митрополит Київський, Галицький і всієї Русі архієпископ, православний святий.

## Життєпис
Священномученик Макарій жив і здійснював свою архіпастирську діяльність у Великому князівстві Литовському, Руському і Жемайтському — спільній державі литовців і русинів.
На момент поставлення сщмч. Макарія митрополитом Київським у 1495 р. Московська і Київська Церкви-митрополії існували й розвивалися вже цілком окремо одна від одної. У 1448—1458 рр. відбувся остаточний поділ Київської митрополії, яка від часу «хрещення Русі» входила до складу Константинопольського патріархату, між великими Литовсько-Руським і Московським князівствами, внаслідок чого відокремилася незалежна від Константинополя (неканонічна до 1589 р.) Московська митрополія. Київська ж митрополія (Литовсько-Руська) так і залишалася в складі Константинопольського патріархату (своєї Церкви-матері) до 1685 р., коли її з порушенням церковних канонів було приєднано до Московського патріархату.
Митрополит Київський Симеон поставив святителя Макарія архімандритом Віленського Троїцького монастиря.
1495 року, після смерті Київського митрополита Іони (Глезни), Собор руських архієреїв поставив архімандрита Макарія митрополитом. Для одержання благословення на управління митрополією до Константинопольського патріарха Нифонта були послані старець Діонісій і чернець Герман. 1496 року патріарх надіслав великому князеві, княгині й митрополиту Макарію листа з благословенням.
Митрополит Макарій був мудрим пастирем. Він докладав багато зусиль до ослаблення внутрішніх чвар серед духовенства й мирян, дбав про розвиток Київської митрополії, упорядкував і прикрасив багато храмів та монастирів. Він оберігав і захищав права православних від «латинян». Для цього вживав заходів, щоб прихилити великого князя Литовського Олександра до православних.
Святитель мешкав у м. Новогрудку (нині м. Навагрудак Гродненської області Білорусі). Тут була головна резиденція Київських митрополитів від часів князя Вітовта Великого через небезпеку проживати у Києві через постійні набіги кримських татар. Тисячі людей гинули від меча й потрапляли у полон, татари грабували й палили храми. У цих умовах подорож до Києва була дуже небезпечною — але потрібно було їхати.
У 1495-96 роках, саме тоді, коли митрополитом Київським і всієї Русі архієпископом став святий Макарій, у правлячих колах Литовсько-Руської держави активно обговорювався план великого князя Олександра Казимировича відновити Київське князівство і віддати його своєму молодшому братові Сигізмунду (католику) з наданням йому статусу співправителя в межах Великого князівства Литовського, Руського і Жемайтського. Королем католицької Польщі був на той час їхній брат Ян-Альбрехт. По суті, йшлося про перспективу утворення федерації Польщі, Литви та Києво-Руського князівства, і про відновлення політичного значення Києва. Напевно, підтримувала цю ідею й частина українських православних князів.
За стародавньою київською традицією, обряд посадження на княжий престол (коронація) мав би відбутися саме в Софії Київській, яка в свідомості народу була не лише головним храмом князів і митрополитів, але й символом могутньої княжої Русі.
За таких обставин митрополитові Київському і всієї Русі можливо, і навіть необхідно, було їхати до Києва або й назовсім переїхати до свого титульного міста. Попередники святого Макарія з різних причин вже більше ста років не жили постійно в Києві. Перенесення фактичного центру православної митрополії з Новогрудка до Києва могло б сприяти швидшому відродженню політичного впливу Київського князівства. Це також позитивно вплинуло б на економічний розвиток Києва та зміцнило б дух русинів у боротьбі з татарами.
Керований почуттям архіпастирського обов'язку й любов'ю до Вітчизни, владика Макарій, зібравши деякі кошти для відновлення пограбованих татарами Менглі-Гірея кафедрального Софійського собору та інших київських святинь, вирішив їхати до Києва навесні 1497 року.
Дослідниця А. Троїцька припускає, що митрополит Макарій як духовний лідер православних, яких у Київському князівстві була переважна більшість, мав би зустріти з народом нового князя Київського Сигізмунда та разом із католицьким духовенством звершити обряд коронації. Процедура спільного богослужіння була вироблена ще для шлюбу великого князя Олександра (католика) з донькою Московського князя Іоанна III Оленою (православною), але цього разу моральна перевага могла бути на боці православних.
Подорож до Києва в ті часи була небезпечною. Протягом 1491—1496 років кримські татари здійснювали набіги на Україну щороку. У березні й квітні 1497 р. вони напали на Волинь, Поділля й Мозирщину, однак князі Михайло й Костянтин Острозькі з військом відбили полонених і вбили всіх нападників. Тому вважалося, що шлях до Києва, який пролягав через Мозирщину, є вільним.
Наприкінці квітня 1497 р. митрополит Макарій у супроводі кількох духовних осіб та нечисленної охорони вирушив до Києва. Проїжджаючи вздовж річки Прип'яті, святитель зупинився на відпочинок у селі Скриголов (Стриголов), що розташоване було неподалік від міста-фортеці Мозиря на річці Бчичі (нині це село Скригалов Мозирського району Гомельської області Білорусі).
1 травня 1497 року, коли митрополит Макарій служив Божественну літургію в храмі с. Скригалова, напали татари. Святитель закликав присутніх рятуватися, а сам залишився біля вівтаря й прийняв мученицьку смерть. Татари зарубали його, відітнули ступню правої ноги, ліву руку та голову.
Сучасники гаряче оплакували смерть святителя. Його тіло привезли до Києва й поклали в храмі Святої Софії. Перед іконостасом у соборі, де спочивав святитель, неодноразово самі запалювалися свічки, а від його гробниці (за інформацією Еріха Лясоти — «дерев'яного ящика») інколи виходило світло й вогонь. Мощі, вкриті полотняним покривалом, перебували у Святій Софії, зокрема, 1594 року.
Канонізація святителя відбулась у 1621—1622 роках, за митрополита Київського Іова Борецького, у державі Річ Посполита.
Його пам'ять шанували у день тезоіменитства (18 січня), але з 1827 року ця дата була перенесена на день його смерті.
Нині нетлінні мощі священномученика Макарія перебувають в Києві у Володимирському соборі.
Вшановуючи пам'ять Митрополита, у 1897 році київська громада звела дерев'яний храм на його честь, який існує досі.